# Ликийский саркофаг Сидона
Ликийский саркофаг Сидона — саркофаг, обнаруженный в некрополе Сидона в Ливане. Он сделан из паросского мрамора и по форме напоминает стрельчатые ликийские гробницы, отсюда и его название. Сейчас он находится в Стамбульском археологическом музее. Он датируется примерно 430—420 годами до нашей эры. Этот саркофаг, как и другие в некрополе Сидона, принадлежал череде царей, правивших на территории Финикии с середины V века до нашей эры до конца IV века до нашей эры.
Саркофаг был оформлен в греческом скульптурном стиле греческими художниками из Ионии, но в нём была сохранена общая форма оживальных гробниц из Ликии, таких как гробница Паявы. Иногда это преподносится как пример греко-персидского искусства, хотя его следует более точно квалифицировать как греко-анатолийское искусство, поскольку такие примеры неизвестны в более обширной империи Ахеменидов.
Саркофаг украшен барельефами, боковые барельефы изображают охоту на львов и кабанов, а барельефы в конце изображают сражающихся кентавров и сфинксов.
Ликийский саркофаг Сидона, вместе со знаменитым саркофагом Александра, является одним из четырёх массивных резных саркофагов, образующих две пары, которые были обнаружены во время раскопок некрополя Ая, проведённых Османом Хамди Беем, османом греческого происхождения, и Ервантом Восканом, османом армянского происхождения, в некрополе недалеко от Сидона (Ливан) в 1887 году.

## Галерея

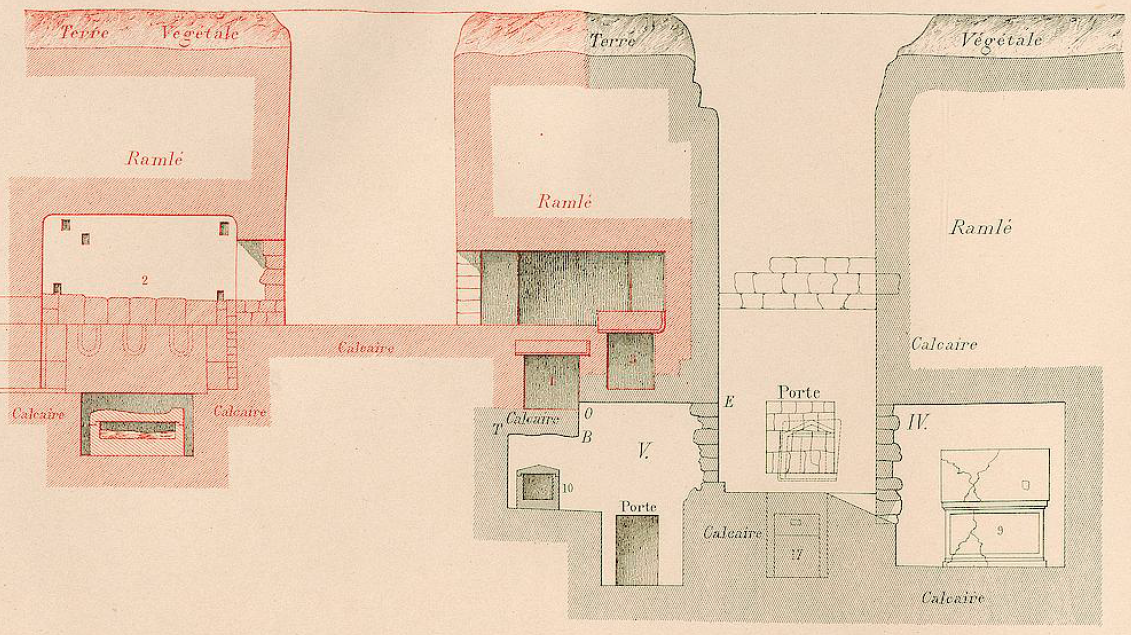
Ликийский саркофаг был самой низкой гробницей Сидонского некрополя
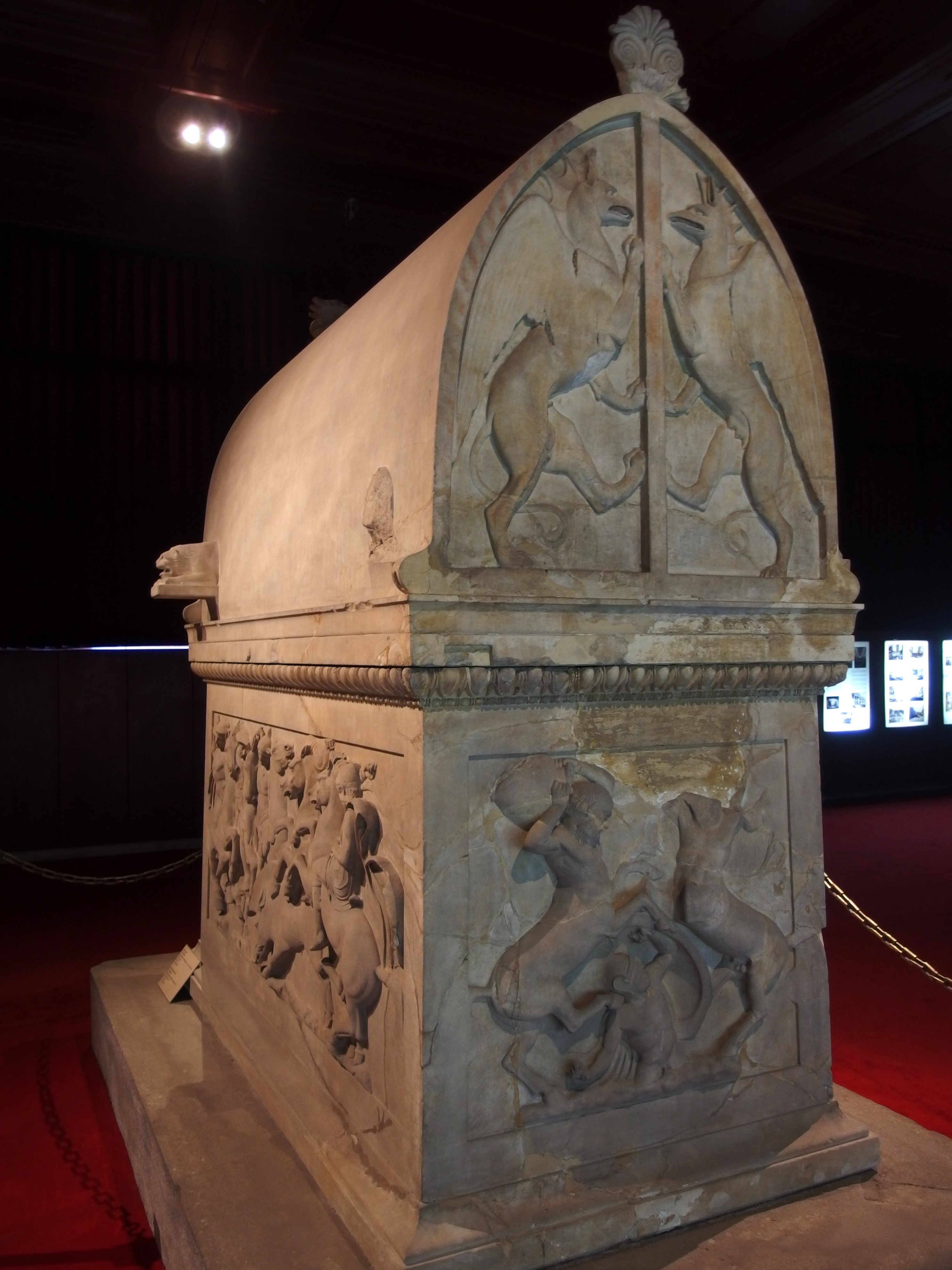
В музее Стамбула
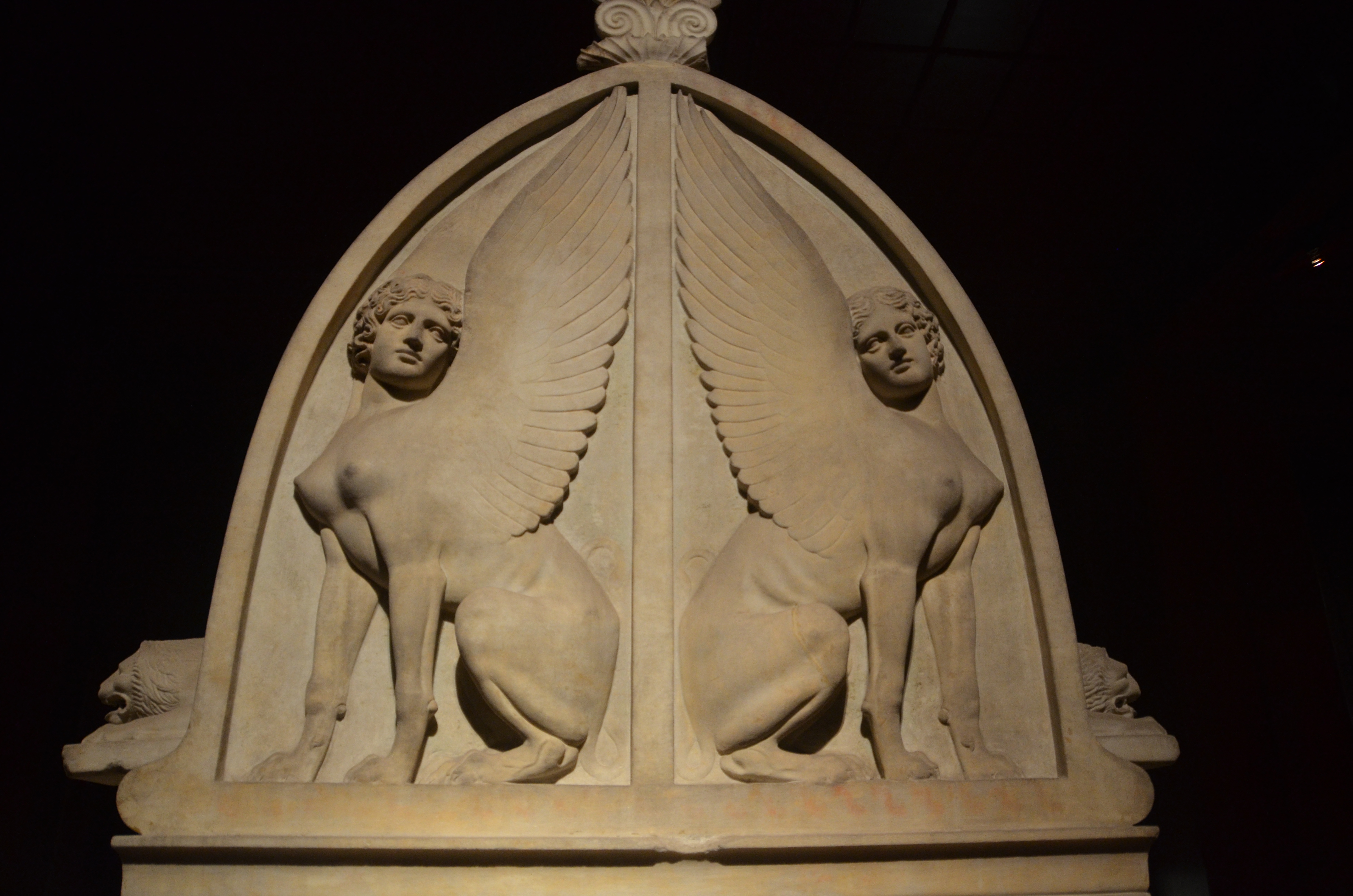
Резная гробница в Стамбульском археологическом музее
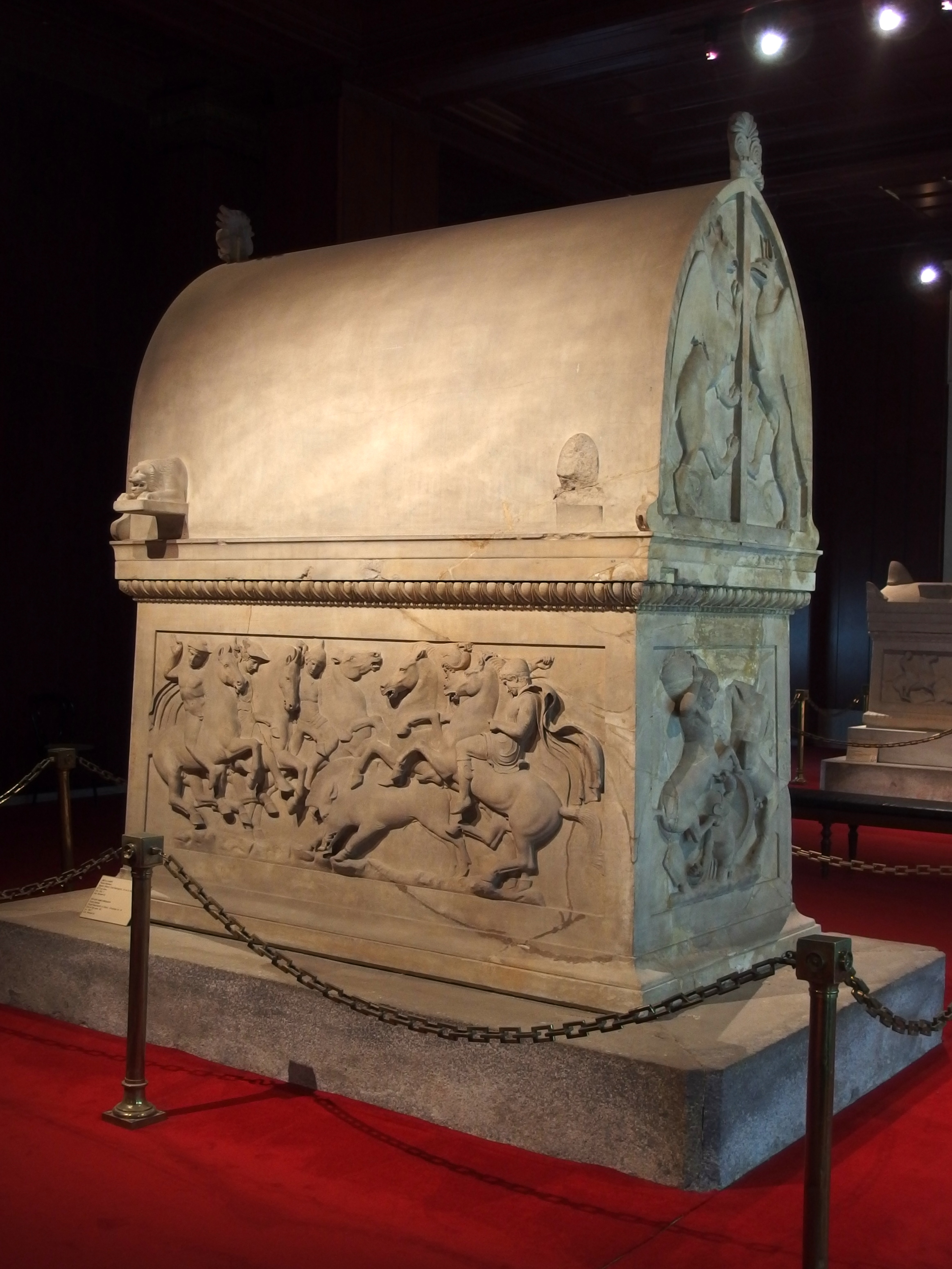
В музее Стамбула
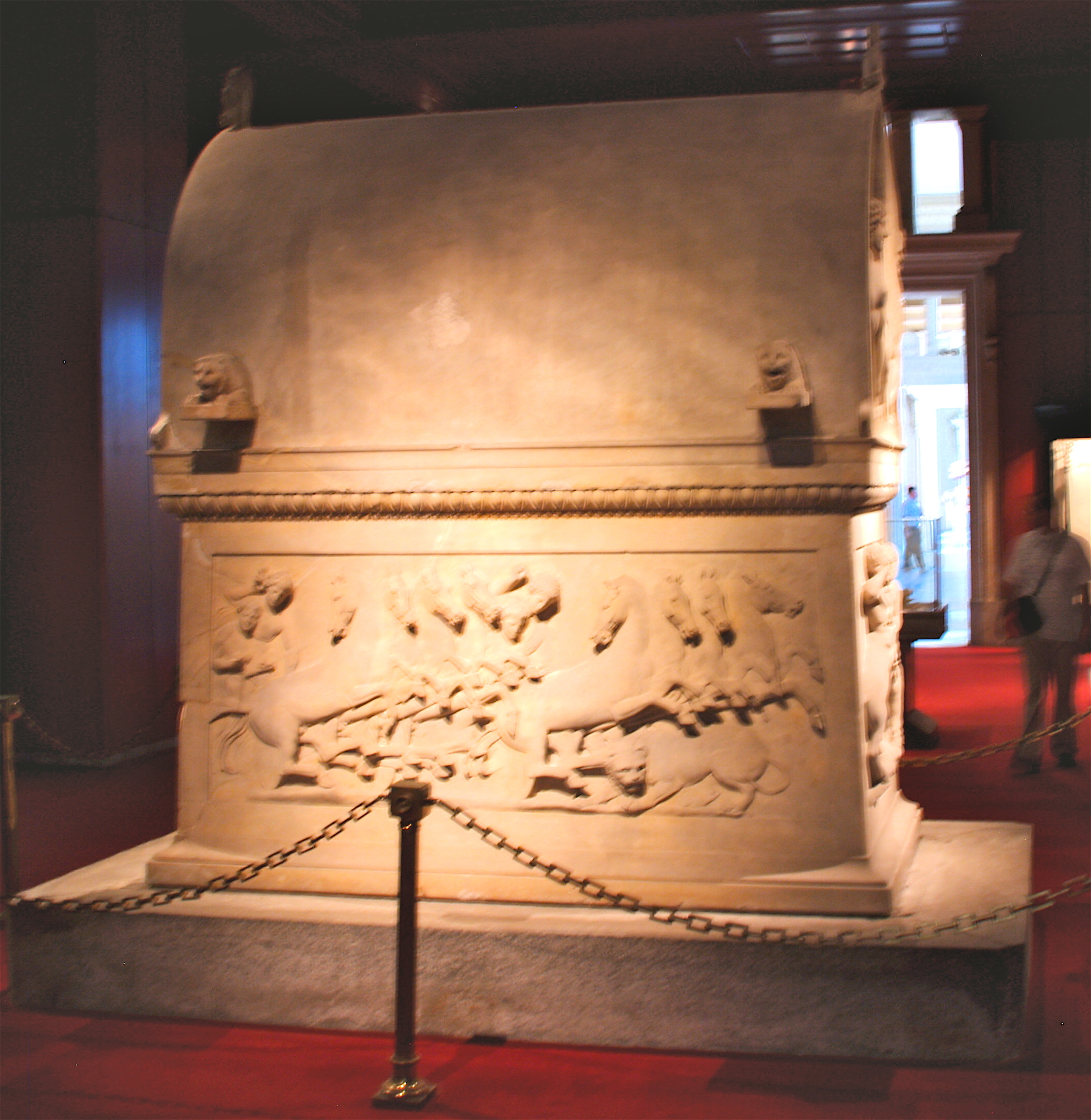
В музее Стамбула
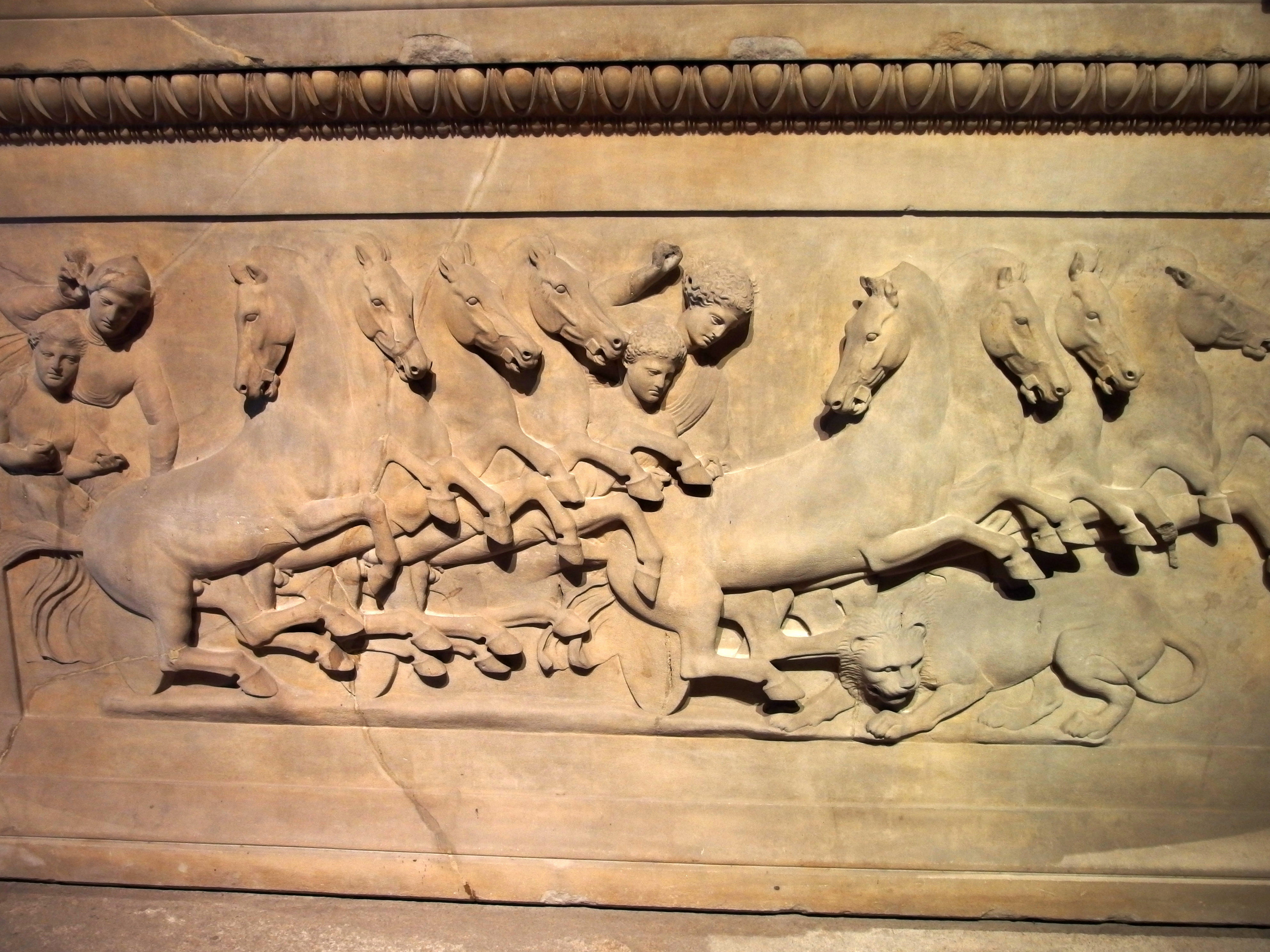
В музее Стамбула
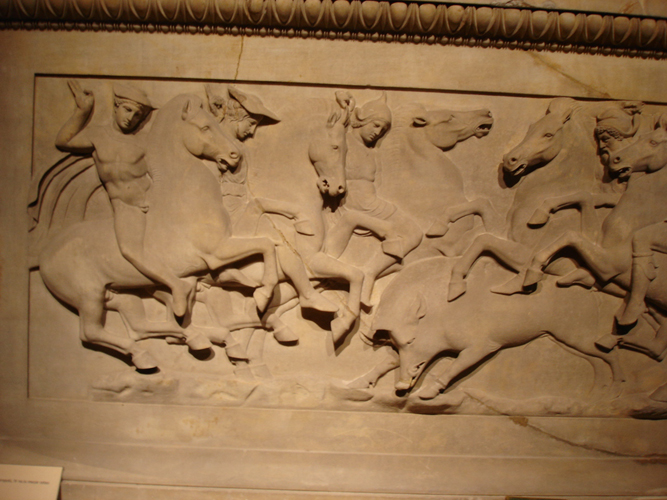
Царский саркофаг Сидона в музее Стамбула
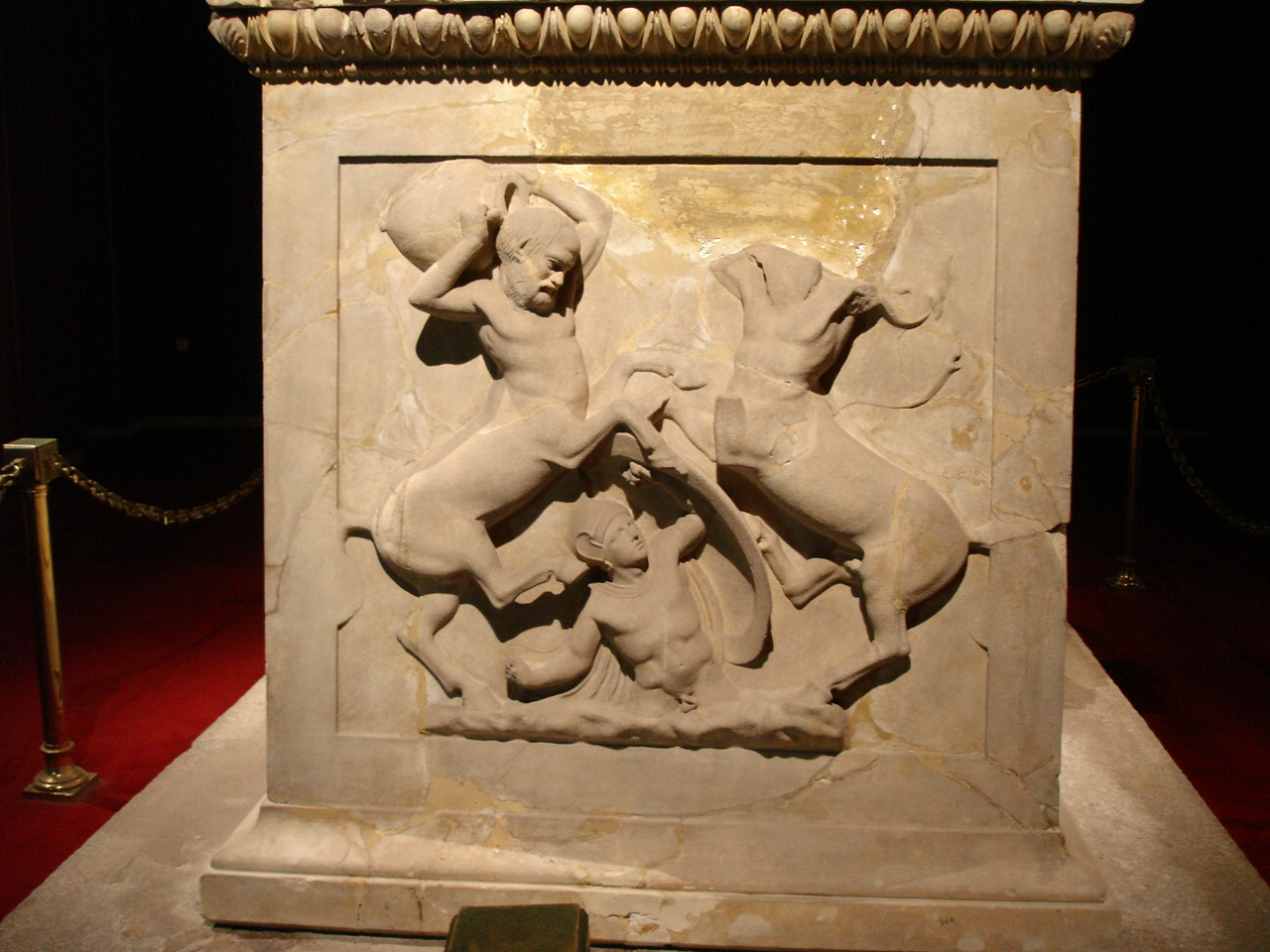
Царский саркофаг Сидона в музее Стамбула